# La lettera (film 2004)
La lettera è un film del 2004 diretto da Luciano Cannito. 
È ambientato in Aspromonte.
Questo film è riconosciuto come d'interesse culturale nazionale dalla Direzione generale Cinema e audiovisivo del Ministero per i beni e le attività culturali e per il turismo italiano, in base alla delibera ministeriale del 30 aprile 2002.